# Hysterese (Wirtschaftswissenschaft)
Die Hysterese (altgriechisch ὑστέρησις hystérēsis, deutsch ‚Zuspät-‘ oder ‚Zukurzkommen‘) bezeichnet in der Volkswirtschaftslehre die Reaktion auf externe Einflüsse, nach deren Abklingen ein System nicht mehr in seinen Ausgangszustand zurückkehrt. Dies bedeutet vereinfacht, die Ursache ist weggefallen, die Wirkung dauert dennoch weiter an. Der Begriff Hysterese ist aus der Physik und Kybernetik entlehnt und steht dort für die verzögerte Wirkungsänderung nach Änderung der Ursache. Während das Gabler Wirtschaftslexikon und Franz sich auf ökonomische Systeme beziehen, ist die Definition von Baßeler, Heinrich und Utecht allgemein auf Systeme bezogen.

## Hysterese in der Volkswirtschaft
In der Volkswirtschaft wird der Begriff verwendet, um bestimmte Entwicklungen auf dem natürlichen Arbeitsmarkt sowie der flexiblen Wechselkurse zu erklären. Von der Hysterese abzugrenzen ist der Begriff Persistenz. Hierbei stellt sich nach einem kurzfristigen Schock das alte Gleichgewicht, im Gegensatz zur Hysterese, wieder her, allerdings kann dies einige Zeit dauern.

### Hysterese auf dem Arbeitsmarkt
Für den Arbeitsmarkt bedeutet Hysterese, dass eine hohe Arbeitslosigkeit der Gegenwart, die aufgrund exogener Schocks entstanden ist, auch nach dem Wegfall dieser Schocks nicht zurückgeht. Vielmehr kommt es zu einem Anstieg der künftigen natürlichen Arbeitslosigkeit.
Ein Grund für diese Form der Arbeitsmarkt-Hysterese ist die Langzeitarbeitslosigkeit. Durch eine andauernde Arbeitslosigkeit gehen Qualifikation und Arbeitsmotivation verloren und bewirken eine verringerte Bereitschaft, aktiv nach einem neuen Arbeitsplatz zu suchen. Viele Unternehmen vermeiden die Einstellung von Langzeitarbeitslosen. Diese haben somit keinen Einfluss mehr auf den Prozess der Lohnbildung. Langzeitarbeitslose fallen für die Arbeitgeber als Druckmittel bei Lohn- und Gehaltsverhandlungen weg. Die dadurch zum Teil überhöhten Lohnabschlüsse bewirken eine Verschiebung der natürlichen Arbeitslosenquote nach oben.
Beispiel für Hysterese auf dem Arbeitsmarkt:
Der in den 1970er Jahren erfolgte Ölpreisschock führte zu einem starken Anstieg der Arbeitslosenquote in Europa. In den 1980er Jahren ist der Ölpreis dagegen stark gesunken, dennoch ist in diesen Jahren die Arbeitslosenquote weiterhin gestiegen. Die Ursache (Ölpreisschock) existierte nicht mehr, trotzdem dauerte die Auswirkung (erhöhte Arbeitslosigkeit) weiter an.

### Hysterese bei flexiblem Wechselkurs
Eine Wechselkurshysterese tritt bei flexiblem Wechselkurs auf, wenn auf Exportmärkten hohe Markteintritts- und Marktaustrittskosten für die Unternehmen vorliegen und sie somit bei Wechselkursveränderungen relativ lange warten, bis sie in den Markt eintreten bzw. ihn verlassen. Unternehmen sehen dabei immer die Gefahr einer Fehlentscheidung, da sich die Wechselkurse im nächsten Augenblick wieder verändern könnten. Eine Korrektur der Entscheidung ist mit hohen Kosten verbunden.
Beispiel für Hysterese bei flexiblem Wechselkurs:
Aufgrund einer Aufwertung der heimischen Währung treten ausländische Unternehmen in den Markt ein. In der Folgezeit erfolgt unterdessen eine Abwertung auf das Ausgangsniveau. Die Unternehmen verlassen jedoch den Markt noch nicht, wegen der Marktaustrittskosten. In diesem Fall entsteht eine Wechselkurshysterese. Denn die ursprüngliche Aufwertung ist nicht mehr vorhanden, der Effekt der höheren Importe ist dagegen geblieben.